# 巫山堇菜
巫山堇菜（学名：Viola henryi）是堇菜科堇菜属的植物，为中国的特有植物。分布于中国大陆的湖南、湖北、四川等地，生长于海拔400米至600米的地区，一般生长在山谷密林下阴湿处，目前尚未由人工引种栽培。